# سرگئی دونسکوی
سرگئی دونسکوی (روسی: Серге́й Ефимович Донской؛ زادهٔ ۱۳ اکتبر ۱۹۶۸) سیاست‌مدار اهل کشور روسیه است. وی از سال ۲۰۱۲ وزیر منابع طبیعی و محیط زیست روسیه است.